# Neobisium marcchagalli
Espèce
Neobisium marcchagalli est une espèce de pseudoscorpions de la famille des Neobisiidae.

## Distribution
Cette espèce est endémique du Monténégro. Elle se rencontre à Nikšićko Polje dans la grotte Velja Peć.

## Description
Le mâle holotype mesure 3,73 mm et la femelle paratype 4,29 mm. Ce pseudoscorpion est anophtalme.

## Étymologie
Cette espèce est nommée en l'honneur de Marc Chagall.

## Publication originale
- Ćurčić, Dimitrijević, Ćurčić, Tomić & Ćurčić, 2004 : On some new high altitude, cave, and endemic pseudoscorpions (Pseudoscorpiones, Arachnida) from Croatia and Montenegro. Acta Entomologica Serbica, vol. 7, p. 83-110.